# جيني ريد
جيني ريد (بالإنجليزية: Jennie Reed)‏ مواليد 20 أبريل 1978 في واشنطن، الولايات المتحدة، هو دراج أمريكي في صنف سباق الدراجات على المضمار. شارك في دورة الألعاب الأولمبية الصيفية وفاز بميدالية أولمبية.

## الميداليات
| الميدالية | المسابقة                       |
| --------- | ------------------------------ |
| فضية      | الألعاب الأولمبية الصيفية 2012 |

## روابط خارجية
- جيني ريد على موقع الاتحاد الدولي للدراجات (الإنجليزية)
- جيني ريد على موقع أرشيف الدراجات (الإنجليزية)
- جيني ريد على موقع أوليمبيديا (الإنجليزية)